# ジョン・ラーベ 〜南京のシンドラー〜
『ジョン・ラーベ 〜南京のシンドラー〜』（ジョン・ラーベ なんきんのシンドラー、原題：John Rabe）は、2009年公開のドイツ・フランス・中華人民共和国合作による映画。

## 概要
シーメンス中国支社長・ナチス党員で、1937年の日本軍による南京事件にあたって現地民の保護に尽力したとされるジョン・ラーベの日記を元に映画化したもの。ただし、原作からは大幅に脚色されている。本作において、虐殺事件の責任者であり命令を下したのは香川照之演じる朝香宮鳩彦王であるとしており、劇中での朝香宮は「冷酷な日本軍人」として描かれている。
ラーベは中国人民を守るために日本軍将校の構えるピストルの前に身を投げ出す愛と善意の人として描かれている。虐殺事件の犠牲者の数について中国政府の唱える30万人説に基づいた内容の字幕がエンディングに出る。また、国際版と中国語版で内容が異なる箇所があり、国際版にある蔣介石の登場シーンは中国語版では削除されている。
2009年のドイツ映画賞で7部門（作品・監督・主演男優・助演男優・撮影・美術・衣裳）中4部門と最多の賞を受賞した。ドイツ文化局は中国向けサイトでは盛んにこの映画を宣伝し、韓国や英語圏向けサイトでもいくつか記事にしているが、日本向けサイトでは未だに一言もラーベに言及していない。
香川や柄本明、ARATAなど日本人俳優も多く出演しているものの、製作会社の華誼兄弟映画投資会社によると日本では映画配給会社が揃って上映を拒否したため日本での公開を断念した。また監督のフローリアン・ガレンベルガーによると、朝香宮が登場するシーンをすべて削除するという条件で日本での公開を持ちかけてきた配給会社があったとのことだが、この申し出は断ったという。2014年5月17日、「南京・史実を守る映画祭」実行委員会によって江戸東京博物館ホールで行われた上映が日本初公開となった。また、2015年3月には日本版DVDが発売された。
本作と並行して、第2ドイツテレビおよびアメリカのHBOが共同で『John Rabe - eine wahre Geschichte』（ジョン・ラーベ - 真実の物語）を製作している。

## 出演
- ウルリッヒ・トゥクル：ジョン・ラーベ
- ダニエル・ブリュール：ゲオルク・ローゼン（ドイツ語版）博士
- スティーヴ・ブシェミ：ロバート・ウィルソン（英語版）博士
- アンヌ・コンシニ：ヴァレリー・デュプレ[7]
- ダグマー・マンツェル（ドイツ語版）：ドーラ・ラーベ
- チャン・チンチュー：琅書
- 香川照之：朝香宮鳩彦王中将
- マティアス・ヘルマン（ドイツ語版）：ヴェルナー・フリース
- 杉本哲太：中島今朝吾中将
- 柄本明：松井石根大将
- ARATA：小瀬少佐
- ショーン・ロートン（英語版）：ジョン・マギー牧師
- クリスチャン・ロドスカ（英語版）：ルイス・スマイス（英語版）博士
- ゴットフリート・ヨーン：オスカー・トラウトマン博士

## 受賞
- ドイツ映画賞主演男優賞（ウルリッヒ・トゥクル）・作品賞（ベンヤミン・ヘルマン、ミシャ・ホフマン、ヤン・モイト）・美術賞（屠居華）・衣装賞（リジー・クリストゥル）
- バイエルン映画賞 最優秀男優賞（ウルリッヒ・トゥクル）・最優秀作品賞（ベンヤミン・ヘルマン、ミシャ・ホフマン、ヤン・モイト）

## 批評
美学・芸術文化学者の古川裕朗は、本作は『Nirgendwo in Afrika』（2002年）とおなじく2000年代ドイツに現れた「良きドイツ国民」の姿を積極的に描こうとする明らかなナショナルな傾向にある作品（の一つ）であり、映画においてナショナルなものが肯定的・積極的役割を果たしていると分析している。
ゲルハルト・リューデガーは（近年のドイツ映画における）「良きドイツ人（gute Deutsche)」の存在を指摘し、そうした映画は「暗い過去を克服し、あたらしいものを建設し、つまりは現在の基礎を築く」ものであるとし、本作はナショナルアイデンティティの形成に積極的に寄与する国民映画であると示唆している。
ジョン・ラーベ研究家・戦争映画研究家・作家の永田喜嗣は、史実において南京事件には関与していなかったとされる朝香宮鳩彦王について本作でそれに反する形の描写がされたのは、欧州では貴族や王族が最終的には全ての責任を全うすべきであるという「ノブレス・オブリージュ」が基本的な考え方だからだと指摘している。その一方で映画の主題である南京事件については史実に沿った描かれ方がされていると解説している。また、フィクションが目立つが、おおむねラーベという人物の再現には成功しているとも評している。
批評家・編集者の夏目深雪は、極悪非道のレッテルが貼られている当時の日本兵を、同じく極悪非道のレッテルが貼られているナチスの象徴であるナチス式敬礼で追い返すというグロテスクさを美談の中にさりげなく忍びこませ、結果的に戦争の度を超えた狂気を浮かび上がらせていると批評している。